# Nanomysis
Nanomysis är ett släkte av kräftdjur. Nanomysis ingår i familjen Mysidae.
Kladogram enligt Catalogue of Life:
| Nanomysis | \| \| Nanomysis insularis \| \| \| \| \| \| Nanomysis philippinensis \| \| \| \| \| \| Nanomysis siamensis \| \| \| \| |
|           | \| \| Nanomysis insularis \| \| \| \| \| \| Nanomysis philippinensis \| \| \| \| \| \| Nanomysis siamensis \| \| \| \| |
|           | Nanomysis insularis |
|           | |
|           | Nanomysis philippinensis                                                                                               |
|           | |
|           | Nanomysis siamensis |
|           | |